# إيرل ريمون هيدريك
إيرل ريمون هيدريك (بالإنجليزية: Earle Raymond Hedrick)‏ هو رياضياتي أمريكي، ولد في 27 سبتمبر 1876 في يونيون سيتي في الولايات المتحدة، وتوفي في 3 فبراير 1943 في بروفيدنس في الولايات المتحدة.